# Kim Do-keun
Kim Do-Keun (Gangneung, 2 maart 1972) is een voormalig Zuid-Koreaans voetballer.

## Carrière
Kim Do-Keun speelde tussen 1995 en 2006 voor Chunnam Dragons, Verdy Kawasaki, Cerezo Osaka, Suwon Samsung Bluewings en Gyeongnam FC.

## Zuid-Koreaans voetbalelftal
Kim Do-Keun debuteerde in 1993 in het Zuid-Koreaans nationaal elftal en speelde 22 interlands, waarin hij 1 keer scoorde.